# 韓志海
韓志海（英語：Joseph Han Zhi-hai；1964年—，聖名若瑟），是天主教中國籍主教。曾是地下教會成員，後加入中國天主教愛國會。現任蘭州總教區主教。</ref>

## 生平
韓志海出生於1964年，1994年晉鐸。其後，獲蘭州總教區地下教會楊立柏主教委任為副主教，成為楊主教的接任人。
2003年1月5日，韓志海由新疆宗座監牧地下教會謝廷哲主教秘密祝聖晉牧，正式接替於1998年去世的楊主教，成為蘭州總教區正權主教。但是，中國政府亦不承認韓主教的主教身份。同年，在比利時舉行的一個關於中國教會研討會上，大會宣讀韓主教公開信，表示渴望中國主教結束「地上」和「地下」之間的不必要分裂。
他2015年接受《梵蒂岡內部通訊》訪問時，聲稱中國政府已經在2010年就準備認可他的主教身份。韓主教自晉牧後不久就求見過中國天主教愛國會副主席劉柏年，希望可以獲中國政府認可。但是，劉栢年亦說要「聽其言，觀其行」。自始，韓主教有意地疏遠與地下教會團體的來往。
2013年，甘肅省愛國會及教務委員會的一份關於堂區神父調動的批覆通知，顯示韓主教及蘭州教區已經由政府所管理。2016年6月，韓主教出席了由國家宗教局舉辦的天主教界人士學習貫徹全國宗教工作會議精神培訓班。
2017年11月10日，韓志海主教在耶穌聖心主教座堂舉行公開就職典禮。由主教團副主席及延安教區主教楊曉亭主禮，平涼教區主教韓紀德及秦州教區候任助理主教及公開教會團體教區長趙建章神父共祭。來自該教區和同省的二個教區有46位神父、46位修女及逾300位教友參加，還有蘭州各地來的宗教局、統戰部的幹部出席。但是，蘭州教區38位神父中約12人缺席，而三個女修會只有兩個修會有出現。就職禮由中國天主教愛國會和中國天主教主教團前來道賀的專員當眾宣讀主教團的「批准書」，然後由就職的主教致答謝辭宣誓效忠黨國。
2018年，韓主教當選為當地愛國會的主席，並宣誓將帶領愛國會堅決抵制任何承認梵蒂岡與中國的協議。